# 유니버설 데스티네이션스 & 익스페리언스즈

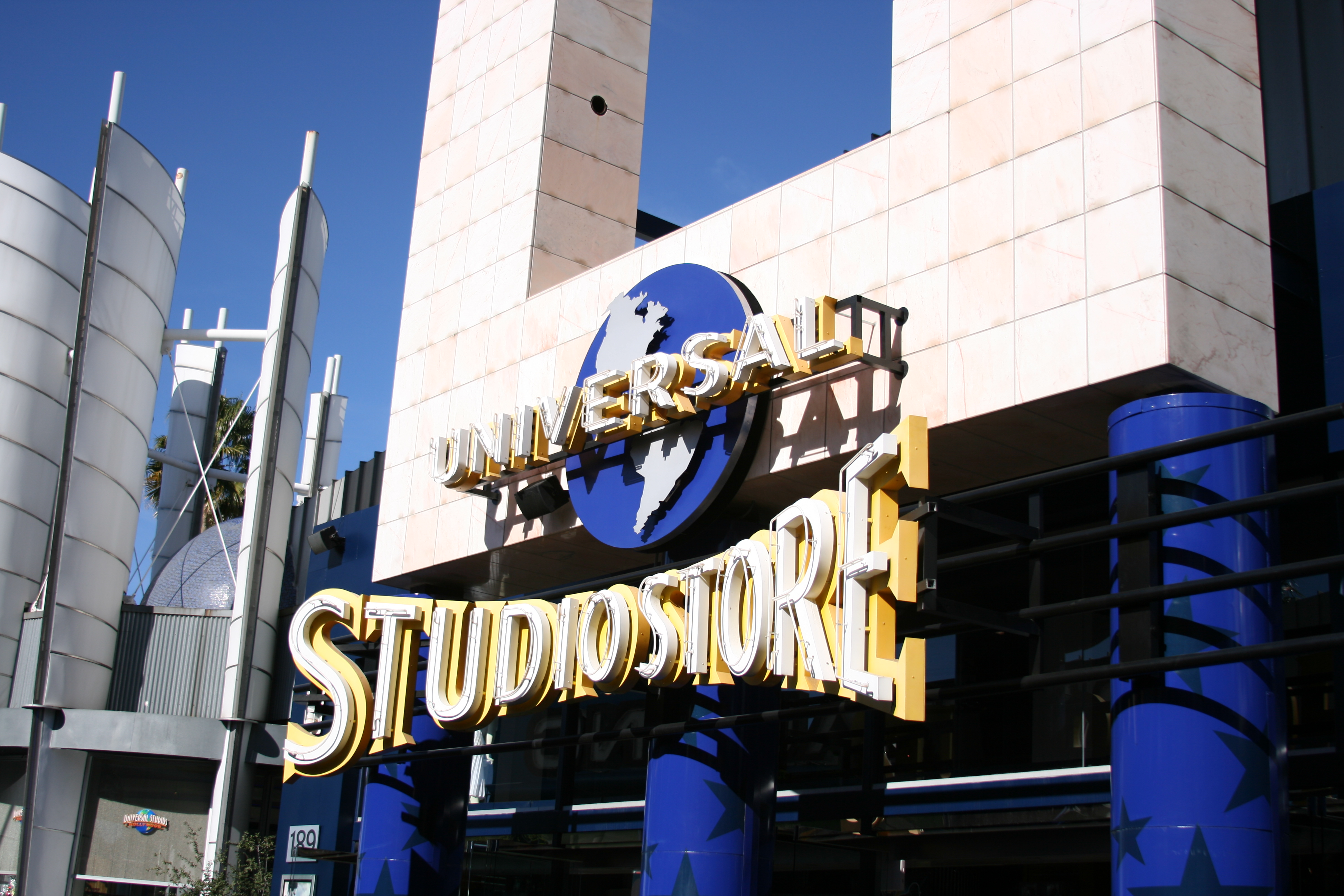
유니버설 스튜디오 테마파크

유니버설 데스티네이션스 & 익스페리언스즈(영어: Universal Destinations & Experiences)는 컴캐스트와 제너럴 일렉트릭의 자회사인 NBC유니버설의 테마 파크 사업부이다.

## 테마파크

### 미국
- 유니버설 스튜디오 할리우드
  - 유니버설 시티워크
- 유니버설 올랜도 리조트
  - 유니버설 스튜디오 플로리다
  - 아일랜즈 오브 어드벤처
  - 유니버설 시티워크
  - 웻 앤 와일드 올랜도

### 아시아
- 유니버설 스튜디오 재팬
- 유니버설 스튜디오 싱가포르

- 유니버설 스튜디오 베이징

### 계획 취소
- 유니버설 스튜디오 두바이랜드
- 유니버설 스튜디오 코리아

## 같이 보기
- 위저딩 월드 오브 해리 포터
- 레고랜드